# Siberia (opera)
Siberia è un'opera lirica in tre atti di Umberto Giordano su libretto di Luigi Illica.
La prima rappresentazione ebbe luogo al Teatro alla Scala di Milano il 19 dicembre 1903 diretta da Cleofonte Campanini con Rosina Storchio, Giuseppe De Luca, Giovanni Zenatello ed Antonio Pini-Corsi.
Andò poi in scena al Théâtre Sarah Bernhardt di Parigi il 5 Maggio 1905, con interpreti quali Amelia Pinto, Amedeo Bassi e Titta Ruffo. Tale esibizione fu resa possibile grazie alla collaborazione di due grandi menti: Gabriel Astruc e la casa Editrice Sonzogno, che decisero di proporre al pubblico parigino (sempre curioso delle ultime novità musicali e artistiche) una stagione all’insegna dell’Opera italiana. 
Il compositore revisionò in seguito l'opera che andò in scena nella sua versione definitiva ancora alla Scala il 5 dicembre 1927.
Siberia era la preferita di Giordano tra le proprie opere. La prima rappresentazione presentava un cast prestigioso comprendente Rosina Storchio (Stephana), Giovanni Zenatello (Vassili) e Giuseppe De Luca (Gleby). Quando venne rappresentata a Parigi nel 1905 Fauré la dichiarò come il miglior prodotto della Giovane scuola. L'opera ebbe il raro onore di essere rappresentata in francese all'Opéra di Parigi, onore accordato per la prima volta a un compositore italiano vivente dopo l'Otello di Verdi (1894)
L'opera godette di molta popolarità anche grazie alle suggestive evocazioni musicali dovute all'impiego di numerose melodie russe autentiche.

## Trama
Stephana (soprano) è mantenuta dal principe Alexis Frouwor (tenore) ma in realtà ama, ricambiata, Vassilli (tenore), al quale ha fatto credere di essere una donna povera e onesta. Quando Vassilli scopre la verità, ferisce in duello il principe e per questo viene condannato alla deportazione in Siberia. Qui viene raggiunto da Stephana che gli concede ancora tutto il suo amore. A rovinare la felicità ormai conquistata dai due, arriva Gleby (baritono), anch'egli deportato, l'uomo che in passato aveva sedotto e venduto Stephana. La donna decide allora di tentare l'evasione insieme a Vassilli ma Gleby li denuncia. Stephana viene colpita da una fucilata di una guardia e muore tra le braccia di Vassilli.

## Discografia
- 1951 - Adriana Guerrini (Stephana), Aldo Bertocci (Vassili), Luigi Borgonovo (Gleby) - Direttore: Pietro Argento - E.J. Smith «The Golden Age of Opera» EJS 320 (LP)[1]
- 1974 - Luisa Maragliano (Stephana), Amedeo Zambon (Vassili), Walter Monachesi (Gleby), Mario Ferrara (tenore) (Principe Alexis), Laura Londi (Nikona), Mario Guggia (Ivan), Gino Calò (Walinoff) - Direttore: Danilo Belardinelli - Orchestra e Coro della RAI di Milano - Registrazione dal vivo - Opera D´Oro[2]
- 1999 - Elena Zelenskaja (Stephana), Dario Volonté (Vassili), Walter Donati (Gleby), Massimo Giordano (Principe Alexis), Claudia Marchi (Nikona), Darren Abrahams (Ivan), Eldar Aliev (Walinoff) - Direttore: Daniele Callegari  - Orchestra of Radiotelefis Eireann. Coro: Wexford Festival Opera Chorus - Registrazione dal vivo - Premiere Opera Ltd. CDNO 105-2[3]
- 2003 - Francesca Scaini (Stephana), Jeon-Won Lee (Vassili), Vittorio Vitelli (Gleby), Nicola Sette (Principe Alexis), Eufemia Tufano (Nikona), Domingo Stasi (Ivan), Pietro Naviglio (Walinoff) - Direttore: Manlio Benzi - Orchestra: Internazionale d´Italia. Coro: Bratislava Chamber Choir - Registrazione dal vivo - Dynamic[4]
- 2021 - Sonya Yonceva (Stephana), Giorgi Sturua (Vassili), George Petean (Gleby) - Direttore Gianandrea Noseda - Orchestra e coro del Maggio Musicale Fiorentino - Registrazione dal vivo - Dynamic
- 2022 - Ambur Braid (Stephana), Alexander Mikhailov (Vassili), Scott Hendricks (Gleby) - Direttore Valentin Uryupin - Wiener Symphoniker - Registrazione dal vivo del Festival di Bregenz Bluray Unitel